# ワシリー・スタロドゥプツェフ
ワシリー・スタロドゥプツェフ（ヴァシーリー・スタロドゥプツェフ、ロシア語: Василий Александрович Стародубцев, Wassily Starodubtsev, Vasilij Aleksandrovic Starodobcev, 1931年12月25日 - 2011年12月30日）は、ソ連及びロシアの政治家。ゴルバチョフ時代末期の保守派によるソ連8月クーデターの首謀者の一人。ソ連農民同盟議長として、国家非常事態委員会に参加した。

## 来歴・人物
リペツク州ヴォロフチク出身。1943年からコルホーズ（集団農場）や企業合同に勤務する。1951年から1955年まで兵役に就く。兵役を終え、炭坑技師の傍ら、全ソ農業大学通信課程を修了する。
1963年ノヴォモスコフスコエ村（ノヴォモスコフスキー地区）コルホーズ議長となる。以後、大規模農業生産のため、機械化された農業合同を発足させる。当初、この機械化農業合同は、中央から芳しい評価を受けていなかったが、スタロドゥプツェフは、経営を継続させ、ジャーナリストからの支持を得、中央からも評価を獲得するに至った。1976年社会主義労働英雄となり、金星勲章を受章した。スタロドゥプツェフの率いる農業合同はソ連におけるモデル農場と見なされ、社会主義経済下の農業の成功例としてソ連の内外に喧伝される。
ペレストロイカが始まると、スタロドゥプツェフはソ連人民代議員に選出される。また、精力的に論文を執筆し、官僚主義を批判するようになる。しかし、市場経済の導入が必至となり、その条件として土地所有の私有化が急進改革派によって主張され始めると、スタロドゥプツェフは、農業の個人経営を認めない立場から、土地私有化に強く反対するようになる。
1990年4月ロシア共和国農業専門家同盟議長に選出される。同年6月農業官僚、農業専門家、コルホーズ農民によって、ソ連農民同盟が発足しスタロドゥプツェフは、議長に選出される。設立大会でスタロドゥプツェフは、演説の中で軍隊及び非常事態の導入を主張し、公然とクーデターの必要性を唱道した。1991年8月19日新連邦条約調印直前、国家非常事態委員会に名を連ね、クーデターに参加するが、結局、クーデターは3日間で失敗し、スタロドゥプツェフは一時姿をくらました。ゴルバチョフに対して弁明する書簡を送るが、その後逮捕されソ連共産党を除名処分された。
1992年6月恩赦によって出獄する。再び、ノヴォモスコフスコエ村（ノヴォモスコフスキー地区）「レーニン・コルホーズ」の議長となる。その後、農業団体の有力幹部として復権を果たし、CIS（独立国家共同体）農民同盟議長、ロシア連邦農業同盟議長を歴任する。モスクワ騒乱後の1993年12月に実施された連邦議会選挙で年来の主張である農地私有化に反対を表明し、上院連邦会議代議員に当選する。上院では、農業政策委員会委員となる。また、ロシア農業党でも幹部となる。
1995年12月下院国家会議選挙に立候補する。この選挙では、スタロドゥプツェフは農業党の比例区における名簿第3位に搭載されたが、農業党は5％の得票率を得られなかったため、下院に議席を得ることは適わなかった。
しかし、1997年3月トゥーラ州知事選挙に立候補し、当選し注目を集めた。2001年再選。
2011年12月のロシア連邦議会下院議員選挙にて当選したが、12月30日、心臓発作にてトゥーラ州の病院で死去。80歳没。

## 脚註
1. ↑  スタロドプツェフ氏死去 産経新聞 2011年12月31日閲覧